# Philoganga loringae
Philoganga loringae là loài chuồn chuồn trong họ Philogangidae. Loài này được Fraser mô tả khoa học đầu tiên năm 1927.